# مانويل غونزاليس (لاعب كرة قدم إسباني)
مانويل غونزاليس (بالإسبانية: Manuel González)‏ (26 مايو 1943 في إسبانيا - ) هو لاعب كرة قدم إسباني في مركز الدفاع. لعب مع نادي غرناطة.

## وصلات خارجية
- مانويل غونزاليس (لاعب كرة قدم إسباني) على موقع قاعدة بيانات كرة القدم.إي يو (الإنجليزية)